# Guatteria latipetala
Guatteria latipetala R.E.Fr. – gatunek rośliny z rodziny flaszowcowatych (Annonaceae Juss.). Występuje naturalnie w Wenezueli, Kolumbii, Peru oraz Brazylii. 

## Morfologia
PokrójZimozielone drzewo lub krzew dorastające do 16 m wysokości. Gałęzie mają kolor od pomarańczowoczerwonego do purpurowobrązowego. Młode pędy są owłosione.
LiścieMają kształt od odwrotnie owalnego do eliptycznego. Mierzą 18–22 cm długości oraz 7,5–10 szerokości. Nasada liścia jest klinowa. Wierzchołek jest spiczasty. Ogonek liściowy jest nagi i dorasta do 5–6 mm długości.
KwiatySą pojedyncze lub zebrane w parach. Rozwijają się w kątach pędów. Działki kielicha mają owalny kształt i dorastają do 6 mm długości. Płatki mają odwrotnie owalny kształt. Są koloru kremowego. Osiągają do 16–19 mm długości.

## Biologia i ekologia
Rośnie na otwartych przestrzeniach w pasach. Występuje na wysokości do 700 m n.p.m.